# IBA Serra do Pico da Antónia

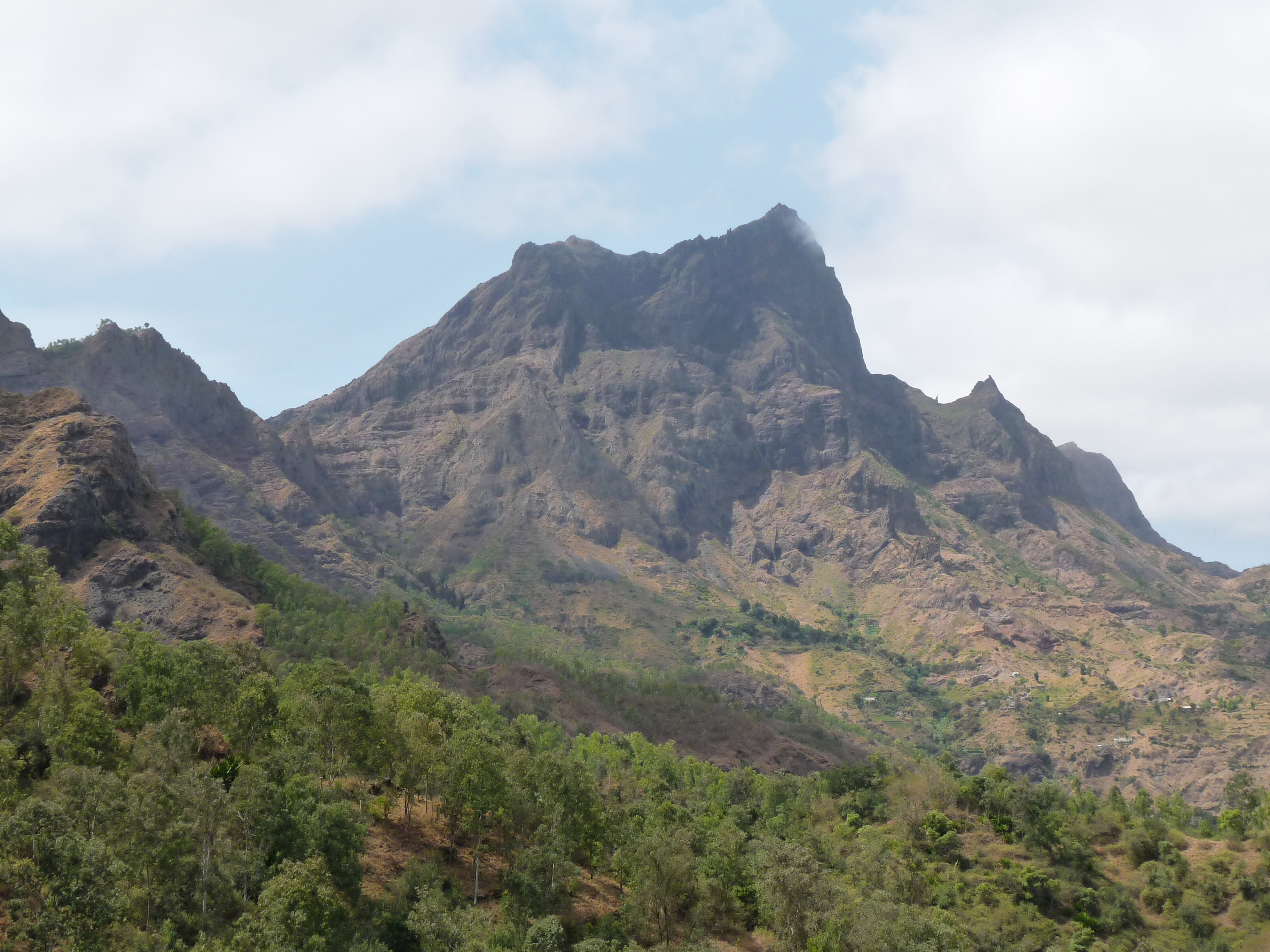
Vista del Pico da Antónia

L'IBA Serra do Pico da Antónia és una zona muntanyosa a l'arxipèlag de Cap Verd, situada 600 km de la costa del nord-oest d'Àfrica a l'oceà Atlàntic.

## Descripció
El lloc té 1.500 hectàrees que comprèn la serralada central accidentada de l'illa de Santiago, incloent el cim més alt de Pico da Antónia. Les elevacions varien des de 700 m a 1392 m. Gran part dels vessants i la cresta de la serralada estan plantats amb eucaliptus i altres arbres que són gestionats pel servei forestal estatal. Les parts més altes de la muntanya sovint són cobertes de núvols i les precicipacions són relativament altes. S'hi conrea una mica de cafè als vessants més alts, mentre que a les zones més baixes es conreen fesols i dacsa. L'accessibilitat és limitada, encara que hi ha algunes carreteres, així com una pista que condueix al cim.

### Flora i fauna
El lloc està identificat com a Important Bird Area (IBA) per BirdLife International perquè dona suport poblacions de falcó pelegrí, milà reial, aligot rogenc, falciot de Cap Verd, boscarla de Cap Verd i pardal de Cap Verd. Hi són presents els lacertilis endèmics Mabuya stangeri spinalis, Tarentola darwini, Tarentola rudis i Hemidactylus brooki angulatus. Entre les plantes endèmiques hi ha Euphorbia tuckeyana, Campanula jacobaea i Sonchus daltonii.